# Книзе, Юлиус
Юлиус Книзе (нем. Julius Kniese; 21 декабря 1848 года, Рода — 22 апреля 1905, Дрезден) — немецкий дирижёр, музыкальный педагог и композитор.
Сын портного. Получил первые уроки музыки у дяди по матери, в девятилетнем возрасте начал выступать в своём городе как певец, в 17 лет играл на органе и руководил городским хором. Затем учился в Альтенбурге в учительской семинарии, одновременно занимаясь музыкой под руководством городского капельмейстера Вильгельма Штаде. По рекомендации Штаде завершил своё музыкальное образование в Лейпциге у Франца Бренделя и Карла Риделя.
В 1871—1876 гг. руководил Певческой академией в Глогау, затем перебрался во Франкфурт-на-Майне и возглавил хоровое общество Rühl’scher Gesangverein, с которым успешно исполнял как произведения Иоганна Себастьяна Баха, так и новейшую немецкую музыку; особенно значительный эффект имело исполнение в 1879 году оратории Ференца Листа «Христос» в присутствии композитора. Кроме того, в 1877 г. Книзе выступил соучредителем франкфуртского Вагнеровского общества. В 1884—1887 гг. был музикдиректором в Ахене, вместе с Карлом Райнеке возглавлял Нижнерейнский музыкальный фестиваль. Затем, однако, разногласия с городским советом привели к отставке Книзе, и он на протяжении двух лет жил в Бреслау, давая частные уроки.
В 1889 г. Книзе обосновался в Байройте, городе Байройтского фестиваля, с которым он был связан на протяжении многих лет, начиная с 1871 г., когда 22-летний Книзе пел в хоре при исполнении одной из вагнеровских опер. Прибыв в Байройт, Книзе стал хормейстером фестиваля, а в 1892 году основал при фестивале вокальную школу, обучавшую вагнеровскому пению. Среди учеников Книзе был сын Вагнера Зигфрид, заметные оперные певцы Алоис Бургсталлер и Рихард Майр.
Композиция занимала в жизни Книзе не столь уж большое место: он оставил несколько циклов песен и романсов; его симфоническая поэма «Фритьоф» и вступление к опере «Король Витигес» были исполнены на съезде музыкантов в Висбадене в 1879 году.
Именем Книзе названа улица в Байройте.